# Микаилзаде, Эльдар Хидаят оглу
Микаилзаде Эльдар Хидаят оглу (род. 18 января 1956, Амирджан) — азербайджанский ковровщик-живописец; Народный художник Азербайджана (2018), член Союза художников СССР (1986), Союза художников России (2004) и Союза художников при ЮНЕСКО; Автор первых эскизов азербайджанского маната.

## Жизнь и деятельность
Художник-ковровед, график, дизайнер и живописец Эльдар Хидаят оглу Микаилзаде, создающий орнаментальные и сюжетные ковры родился в Бакинском селении Амирджаны в 1956 году. Окончил живописное отделение Азербайджанского художественного училища имени А.Азимзаде (1971—1975), обучаясь в его стенах у заслуженного деятеля искусств Азербайджана Хафиза Мамедова, затем окончил факультет художественного ковроведения в Азербайджанском Институте Искусства и Культуры имени М.Алиева (1978—1983). Член Союза художников Азербайджана с 1983 года, России с 2004 года и Международной ассоциации художников при ЮНЕСКО. Народный художник Азербайджана с 2018 года.
В 1977 году он посвятил своё первое произведение искусства родному селу и в знак уважения и любви назвал его «Ени Хила».
С 1984 года начал свою профессиональную деятельность как художник по коврам.
Сначала он работает в отделе ковроткачества Академии наук Азербайджана, а затем работает главным художником в Научно-творческом производственном объединении «Азерхалча». Он продолжает свою работу в этом объединении в качестве заместителя генерального директора, исполняющего обязанности генерального директора. Позже он создаёт собственную компанию «Халы».
В настоящее время работает старшим преподавателем Государственной академии художеств, а с 1993 года — заместителем председателя Управления мусульман Кавказа по делам культуры.
С 1986 года член Союза художников СССР, с 2004 года Союза художников России и Союза художников при ЮНЕСКО.
Его сюжетные ковры занимают одну из интереснейших страниц в творчестве художника, а также в области декоративно-прикладного искусства Азербайджана. Среди сюжетных ковров художника есть темы, посвящённые знаменитым литературным произведениям азербайджанской классики — Низами, Физули и другие темы, а также на религиозные сюжеты. К числу сюжетных ковров относятся: «Азербайджан целиком» (1981), «Шяби-хиджран» (1981), «В мире сказок» (1983), «Музыкальные корифеи Азербайджана» (1985), «Свеча (Физули)» (1989), «Хамсе» (1990), «Хатаи» (1990), «Сокровищница тайн» (1992), «Тебризнаме» (1993), «Зодиаки» (1991, 2000), «Хамсе» (1990), «Шяби-хиджран» (2006), «Зарождение» (2010), «Вселенная» (2012); а на религиозные темы — «Пять столпов ислама» (1991), «Спаситель» (1995—1997), «Древо пророка» (1998), «Тора» (1999), «Явление Иисуса» (2000), «Бисмиллахи-ряхмани-ряхим» (2003), «Три пророка» (2004).
Его работы находятся в частных коллекциях России, Великобритании, Франции, Турции, Саудовской Аравии и Кувейта.

## Произведения
Ковры
- «Ени Хила» — 1977 год[3];
- «Сеттарский мир» — 1979 год[5];
- «Шаби-хиджран-1» — 1981 год[5];
- "Посвящение (этот ковер посвящен двум великим художникам — Саттару Бахлулзаде и Лятифу Керимову «Азербайджанские сказки»[4],;
- «114. Бисмиллях»[4];
- «Мир сказок» — 1983 год[5];
- «Корифеи поэзии и музыки Азербайджана» — 1983—1984 гг.[5];
- «Хатаи» — 1990 год[5];
- «Хамса» — 1991 год[5];
- «Ислам» — 1992 год[5];
- "Тебриз — 1993 год[5];
- "Зодиаки — 1994 год[5];
- «Спаситель» — 1995—1997 гг.[5];
- «Три религии» — 1998 год[5];
- «Саттар» — 1999 год[5];
- «Бисмиллахир-рахмани-рахим» — 2001 год[5];
- «Три пророка» — 2003 год[5];
- «Шаби-хиджран-2» — 2006 год[5];
- «Генезис»[3] — 2010 год[5];
- «Сон Саттара» — 2012 год[5];
- «Кахкешан» — 2012 год[5][6].

Купюры
- Один манат
- Пять манатов
- Десять манатов
- Пятьдесят манатов
- Сто манатов
- Двести манатов
- Пятьсот манатов
- Тысяча манатов

## Награды
Ковёр «Яраныш», автором которого он является, получил золотую медаль на международной выставке, проходившей во Франкфурте.
27 мая 2018 года ему было присвоено почётное звание Народного артиста Азербайджана.

## Примечание
1. ↑  Milli Valyutamızın ilk eskizlərinin müəllifi Publika.Az-a danışır. Дата обращения: 26 июля 2023. Архивировано из оригинала 14 марта 2016 года.
2. ↑  Изобразительное искусство - 8. e-derslik.edu.az. Дата обращения: 26 июля 2023. Архивировано 26 июля 2023 года.
3. 1 2  Annotasiya. «Dahilərə ithaf». Дата обращения: 26 июля 2023. Архивировано из оригинала 17 января 2012 года.
4. 1 2 3  Günel Musayeva. Eldar Mikayılzadənin «Dahilərə ithaf» sərgisi açılıb. Архивная копия от 18 июня 2022 на Wayback Machine 525-ci qəzet, 12 may 2010, səh. 7.
5. 1 2 3 4 5 6 7 8 9 10 11 12 13 14 15 16 17 18  Ziyadxan Əliyev. Ecazkar xalçaların yaradıcısı. Архивная копия от 16 июня 2018 на Wayback Machine 525-ci qəzet, 17 yanvar 2013, səh. 8.
6. ↑  Tofiq Türkel. Azərbaycan xalça məktəbinin yeni əsəri-«Kəhkəşan». Архивная копия от 4 марта 2016 на Wayback Machine contact.az
7. ↑  President.Az. Azərbaycan Respublikasının mədəniyyət xadimlərinə fəxri adların verilməsi haqqında Azərbaycan Respublikası Prezidentinin Sərəncamı (азерб.). President.az (27 мая 2018). Дата обращения: 27 мая 2018. Архивировано 5 марта 2020 года.